# Episodi di Hawaii Squadra Cinque Zero (prima stagione)
La prima stagione della serie televisiva Hawaii Squadra Cinque Zero venne trasmessa in prima visione negli Stati Uniti da CBS dal 20 settembre 1968 al 19 marzo 1969.
In Italia la stagione venne trasmessa dal Secondo Canale della RAI negli anni settanta. Rai 2 ha riproposto la stagione dal 22 settembre al 25 ottobre 2011, col titolo originale Hawaii Five-O e con un nuovo doppiaggio.
| nº | Titolo originale                          | Titolo italiano           | Prima TV USA      | Prima TV Italia   |
| -- | ----------------------------------------- | ------------------------- | ----------------- | ----------------- |
| 0  | Cocoon                                    | Cocoon                    | 20 settembre 1968 |                   |
| 1  | Full fathom five                          | Sotto copertura           | 26 settembre 1968 |                   |
| 2  | Strangers in Our Own Land                 | Straniero in patria       | 3 ottobre 1968    |                   |
| 3  | Tiger by the Tail                         | Dentro il cerchio         | 10 ottobre 1968   | 12 ottobre 1971   |
| 4  | Samurai                                   | Samurai                   | 17 ottobre 1968   | 28 settembre 1971 |
| 5  | ...And They Painted Daisies on His Coffin | Una ragazza e una pistola | 7 novembre 1968   | 19 ottobre 1971   |
| 6  | Twenty-Four Karat Kill                    | Il Pesce d'oro            | 14 novembre 1968  | 14 settembre 1971 |
| 7  | The Ways of Love                          | Le vie dell'amore         | 21 novembre 1968  |                   |
| 8  | No Blue Skies                             | Senza fortuna             | 5 dicembre 1968   |                   |
| 9  | By the Numbers                            | Il biglietto vincente     | 12 dicembre 1968  | 5 ottobre 1971    |
| 10 | Yesterday Died and Tomorrow Won't Be Born | Quindici anni dopo        | 19 dicembre 1968  | 26 ottobre 1971   |
| 11 | Deathwatch                                | L'Assedio                 | 25 dicembre 1968  | 7 settembre 1971  |
| 12 | Pray Love Remember, Pray Love Remember    | Prega ama ricorda         | 1º gennaio 1969   |                   |
| 13 | King of the Hill                          | Il re della collina       | 8 gennaio 1969    |                   |
| 14 | Up Tight                                  | L'ultimo viaggio          | 15 gennaio 1969   |                   |
| 15 | Face of the Dragon                        | Il volto del drago        | 22 gennaio 1969   |                   |
| 16 | The Box                                   | La gabbia                 | 29 gennaio 1969   |                   |
| 17 | One for the Money                         | Non c'è due senza tre     | 5 febbraio 1969   |                   |
| 18 | Along Came Joey                           | Il campione               | 12 febbraio 1969  |                   |
| 19 | Once Upon a Time (Part 1)                 | La Guaritrice (parte 1)   | 19 febbraio 1969  | 21 settembre 1971 |
| 20 | Once Upon a Time (Part 2)                 | La Guaritrice (parte 2)   | 26 febbraio 1969  |                   |
| 21 | Not That Much Different                   | La pace contesa           | 5 marzo 1969      |                   |
| 22 | Six Kilos                                 | Sei chili                 | 12 marzo 1969     |                   |
| 23 | The Big Kahuna                            | Il Grande Kahuna          | 19 marzo 1969     |                   |

## Cocoon
- Titolo originale: Cocoon
- Diretto da: Paul Wendkos
- Scritto da: Leonard Freeman

### Trama
Steve McGarrett è coinvolto in una storia di spionaggio e in un omicidio, che segna la prima apparizione del criminale Wo Fat.

## Sotto copertura
- Titolo originale: Full fathom five
- Diretto da: Richard Benedict
- Scritto da: Ken Kolb

### Trama
Il governo hawaiiano assegna a McGarrett il compito di arrestare dei truffatori che fanno visita a delle ricche vedove.

## Straniero in patria
- Titolo originale: Strangers in Our Own Land
- Diretto da: Herschel Daugherty
- Scritto da: John Kneubuhl

### Trama
Il decesso di un funzionario comporta strani indizi, tra cui una donna con una macchina fotografica e un uomo con una valigetta.

## Dentro il cerchio
- Titolo originale: Tiger by the Tail
- Diretto da: Richard Benedict
- Scritto da: Sy Salkowitz

### Trama
La messa in scena, da parte di una pubblicità, del rapimento di un cantante rock gli si ritorce contro quando gli viene presentato il riscatto.

## Samurai
- Titolo originale: Samurai
- Diretto da: Alvin Ganzer
- Scritto da: Jerome Coopersmith

### Trama
McGarrett deve proteggere un boss della malavita che sta cercando di convincere delle attività di racket.

## Una ragazza e una pistola
- Titolo originale: ...And They Painted Daisies on His Coffin
- Diretto da: John Peyser
- Scritto da: John D. F. Black

### Trama
La Hawaii Squadra Cinque Zero fa gli straordinari quando Danny viene incriminato per l'omicidio di un ragazzo adolescente apparentemente disarmato.

## Il Pesce d'oro
- Titolo originale: Twenty-Four Karat Kill
- Diretto da: Alvin Ganzer
- Scritto da: David P. Harmon

### Trama
Il proprietario di un peschereccio usa questo per il contrabbando di lingotti d'oro sull'isola.

## Le vie dell'amore
- Titolo originale: The Ways of Love
- Diretto da: Alvin Ganzer
- Scritto da: David P. Harmon

### Trama
McGarrett va sotto copertura in una prigione della California per trovare il collegamento tra la morte di una ragazza e il furto di una collezione di gemme.

## Senza fortuna
- Titolo originale: No Blue Skies
- Diretto da: Herschel Daugherty
- Scritto da: Herman Groves

### Trama
Un cantante si trasforma in un rapinatore mascherato da gatto quando non riesce più a soddisfare i propri debiti con il proprio lavoro.

## Il biglietto vincente
- Titolo originale: By the Numbers
- Diretto da: Seymour Robbie
- Scritto da: Mark Rodgers

### Trama
Un caporale dell'esercito è accusato di un crimine dopo aver vinto ad una specie di lotto che si rivelerà poi una perdita.

## Quindici anni dopo
- Titolo originale: Yesterday Died and Tomorrow Won't Be Born
- Diretto da: Herschel Daugherty
- Scritto da: John D. F. Black

### Trama
Danny dirige una ricerca metodica per l'aggressore sconosciuto che ha ferito gravemente McGarrett.

## L'Assedio
- Titolo originale: Deathwatch
- Diretto da: Herschel Daugherty
- Scritto da: Shirl Hendryx

### Trama
La Hawaii Squadra Cinque Zero si batte per salvare la vita di un gangster in modo che possa testimoniare contro il suo capo.

## Prega ama ricorda
- Titolo originale: Pray Love Remember, Pray Love Remember
- Diretto da: Richard Benedict
- Scritto da: Leonard Freeman

### Trama
Quando un giovane studente indonesiano viene ucciso, McGarrett cerca il primo sospettato.

## Il re della collina
- Titolo originale: King of the Hill
- Diretto da: Jack Shea
- Scritto da: Leonard Freeman

### Trama
Un marine, veterano della guerra in Vietnam, prende in ostaggio Danny in un ospedale, pensando che sia ancora in guerra.

## L'ultimo viaggio
- Titolo originale: Up Tight
- Diretto da: Seymour Robbie
- Scritto da: David Harmon

### Trama
McGarrett cerca di arrestare un professore che introduce i suoi studenti nel mondo della droga, ma non la usa per sé.

## Il volto del drago
- Titolo originale: Face of the Dragon
- Diretto da: Richard Benedict
- Scritto da: Robert C. Dennis

### Trama
Un uomo con la peste bubbonica arriva alle Hawaii al tempo stesso in cui viene preparato un piano top-secret per un'arma che svanisce.

## La gabbia
- Titolo originale: The Box
- Diretto da: Seymour Robbie
- Scritto da: Leonard Freeman, John D. F. Black

### Trama
McGarrett si offre come ostaggio in un tentativo di Prison Break da due "ergastolani".

## Non c'è due senza tre
- Titolo originale: Non c'è due senza tre
- Diretto da: Paul Stanley
- Scritto da: Robert Stambler

### Trama
La Hawaii Squadra Cinque Zero riceve una lettera anonima promettendo di risolvere il caso di una serie si omicidi; promessa mantenuta (con ogni vittima numerata).

## Il campione
- Titolo originale: Along Came Joey
- Diretto da: Richard Benedict
- Scritto da: Jerry Ludwig

### Trama
McGarrett deve trovare l'assassino di un giovane campione di pugilato.

## La Guaritrice (parte 1)
- Titolo originale: Once Upon a Time (Part 1)
- Diretto da: Michael Caffey
- Scritto da: Leonard Freeman

### Trama
McGarrett va a Los Angeles per aiutare sua sorella, il cui figlio è malato di cancro.

## La Guaritrice (parte 2)
- Titolo originale: Once Upon a Time (Part 2)
- Diretto da: Michael Caffey, Abner Biberman
- Scritto da: Leonard Freeman

### Trama
McGarrett continua la sua ricerca per porre fine al guaritore.

## La pace contesa
- Titolo originale: Not That Much Different
- Diretto da: Abner Biberman
- Scritto da: Mark Rodgers

### Trama
Un omicidio avviene tra un gruppo di hippies. Legge e ordine trionfano.

## Sei chili
- Titolo originale: Six Kilos
- Diretto da: Seymour Robbie
- Scritto da: Meyer Dolinsky

### Trama
McGarrett va sotto copertura come scassinatore di casseforti insieme a una gang che pianifica una rapina in mare.

## Il Grande Kahuna
- Titolo originale: The Big Kahuna
- Diretto da: Herschel Daugherty
- Scritto da: Leonard Freeman

### Trama
Un amato milionario ritiene di venire infestato da uno spirito malvagio.